# Путешествие в Шилох
«Путешествие в Шилох» (англ. Journey to Shiloh) — фильм 1968 года. Вышел в мировой прокат 3 июня 1968 года. В американском прокате собрал 407 500$. Фильм снят по новелле Нека Аллена. Съёмки происходили в Калифорнии на ранчо Janss Conejo Ranch, Thousand Oaks.

## Сюжет
С началом Гражданской войны в США семь друзей пересекают страну, чтобы присоединиться к армии конфедератов, попутно совершая «рыцарские» подвиги. Достигнув, наконец, своей вожделенной цели, они быстро разочаровываются, вместо романтики и приключений столкнувшись с нелегкими фронтовыми буднями. Помимо непосильного труда, неустроенного быта и изматывающей муштры, волонтерам приходится терять одного за другим своих друзей. В конечном итоге, в живых остается лишь их предводитель, оставшийся калекой, но не лишенный надежд на мирную жизнь после войны…

## В ролях
- Джеймс Каан — Бак Барнетт
- Майкл Сарразин — Миллер Ноллс
- Бренда Скотт — Габриэль Дюпре
- Дон Страуд — Тодо Маклин
- Пол Петерсен — Дж. С. Саттон
- Майкл Бёрнс — Оби Белл
- Ян-Майкл Винсент — юный Бит Лаккет
- Харрисон Форд — Вилли Билл Берден
- Джон Дусетт — генерал Брекстон Брэгг
- Noah Beery Jr. — сержант Мерсер Барнс
- Тиша Стерлинг — Эрибель Самнер
- Джеймс Гэммон — Теллис Йеджер
- Брайан Айвери — Картер Клерборн
- Кларк Гордон — полковник Мирабо Куни
- Роберт Пайн — Коллинс
- Майрон Хили — шериф Бриггс
- Чарльз Лампкин — Эдвард (в титрах не указан)